# Neta S
La Neta S est une berline familiale routière électrique produite par le constructeur automobile chinois Neta Automobile, propriété de la holding Hozon Auto, fabriquée par la Zhejiang Hezhong New Energy Automobile Company.

## Présentation

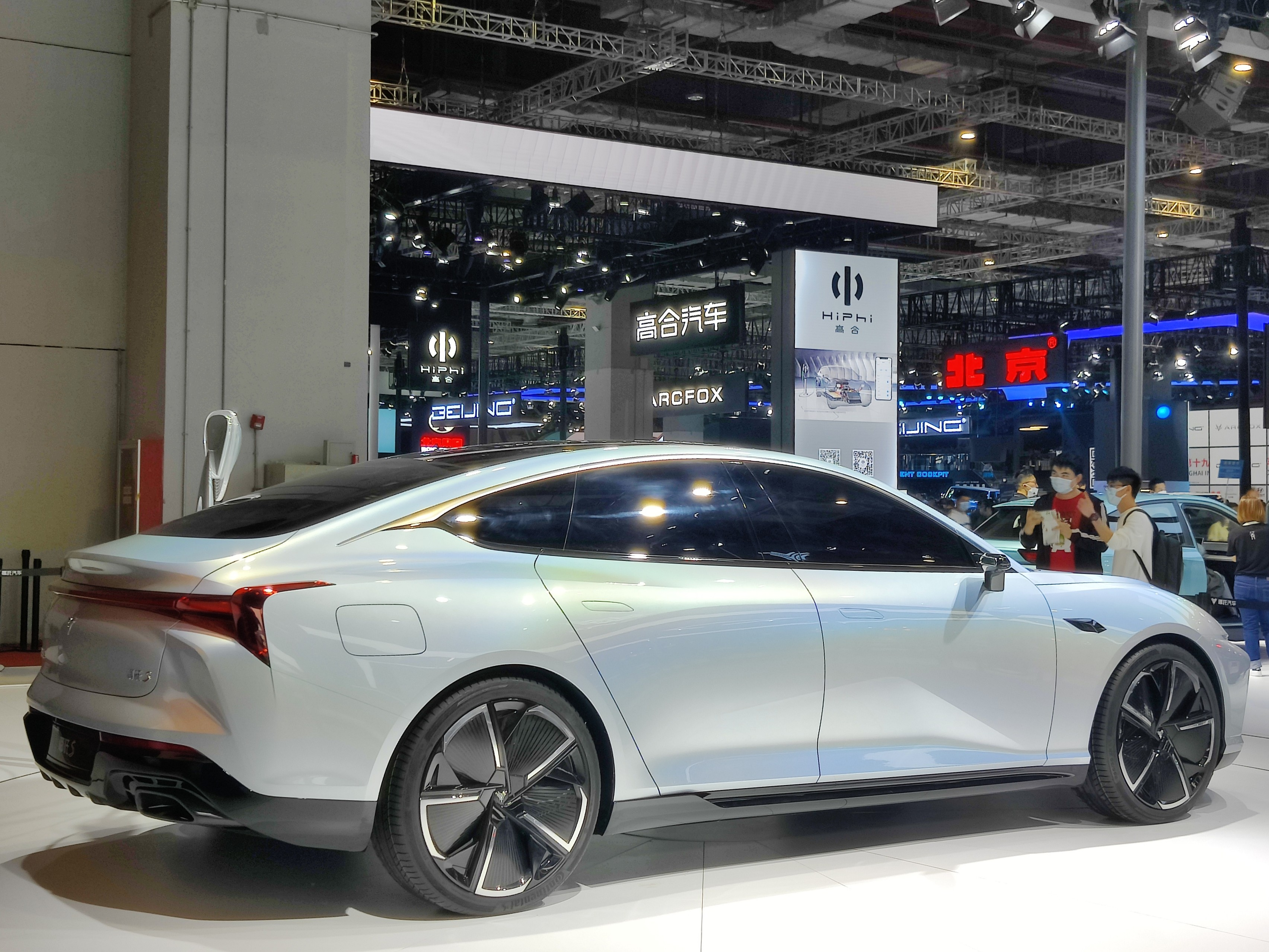
Vue arrière

Neta Automobile a lancé la Neta S lors du salon de l'automobile de Shanghai en avril 2021.
Selon Hozon Auto, la Neta S est équipée de 3 lidars, de 5 radars automobiles à ondes millimétriques et de 6 caméras et elle a une autonomie de 800 km pour le modèle de base et de 1 100 km pour le modèle haut de gamme.
L'électronique de la Neta S est co-développée avec Huawei.

## Concept car
La Neta S est préfigurée par le concept car Neta Eureka 03 Concept présentée au salon de l'automobile de Pékin 2020.
L'Eureka 03 est capable d'atteindre 100 km/h (62 mph) en 4 secondes et a une autonomie de 800 km (497 miles) sur le cycle NEDC. Selon l'entreprise, l'Eureka 03 dispose également d'un système de conduite autonome de niveau 4,.